# Eugenia Tadolini
Eugenia Tadolini, de soltera Savorani (Forlì, Itàlia, 18 de juliol de 1808 – París, França, 11 de juliol de 1872) fou una soprano operística italiana, admirada per la bellesa de la seva veu i al seva presència escènica, sent una de les cantants preferides de Gaetano Donizetti. Va ser la creadora de més de vint papers, inclosos els dels protagonistes de Linda di Chamounix i Maria di Rohan de Donizetti i d'Alzira de Giuseppe Verdi. Va estudiar música a la seva ciutat natal i a Bolonya abans de debutar a Florència el 1828. Va cantar a tots els principals teatres d’òpera italians, així com a París, Viena i Londres, abans de retirar-se dels escenaris el 1852. Va passar la resta de la seva vida primer a Nàpols, on havia estat la primera dona dominant al Teatro San Carlo durant molts anys, i després a París, on va morir de febre tifoide als seixanta-tres anys. Del 1827 al 1834 va ser l'esposa del compositor i professor de música italià Giovanni Tadolini.

## Biografia

### Primers anys i primers èxits
Eugenia Tadolini va néixer a Forlì en una família benestant de classe mitjana. El seu pare, Filippo Savorani, es va assegurar que Eugenia rebés una educació molt bona per a l'època, que incloïa classes de música amb Luigi Favi i Giovanni Grilli al Conservatori de Forlì. Quan va començar a desenvolupar una veu de soprano, descrita per un biògraf contemporani com "suau, robusta, simpàtica i perfectament afinada" ser enviada a Bolonya per estudiar amb Giovanni Tadolini (1785–1872), un conegut compositor, director d’orquestra i professor de cant.
Eugenia i Giovanni es van casar el 13 d'abril de 1827. Ella tenia divuit anys i ell quaranta-dos. L'any següent Tadolini va debutar a Florència. El brillant debut a casa va tenir lloc al Teatro Regio de Parma el 29 de desembre de 1829 amb la interpretació de Giulietta en la primera representació en aquell teatre de Giulietta e Romeo de Nicola Vaccai. L'any següent va cantar en les primeres representacions al mateix teatre de dues òperes de Gioachino Rossini, Amenaide de Tancredi i Bianca de Bianca e Falliero. El marit de Tadolini era amic íntim i admirador del compositor, que vivia a Bolonya en aquell moment. El 1830, Tadolini va cantar en una soirée de la casa de Rossini, durant la qual l'atracció principal va ser el mateix compositor que va cantar una ària de Il barbiere di Siviglia. Tadolini també va cantar com a Zoraide en la primera actuació al Théâtre-Italien de París de Ricciardo e Zoraide de Rossini, el 23 d'octubre de 1830. El repertori Rossini (inclosa Rosina del Barbiere) va estar present principalment en els primers anys de la seva carrera, però el 1836 va cantar com a protagonista d'Armida per a un important revifament de l'obra a La Scala de Milà.
Abans de l'estiu de 1830, Eugenia i Giovanni Tadolini s'havien establert a París, on tots dos estaven contractats pel Théâtre-Italien, ella com a cantant en una companyia que incloïa Maria Malibran i Giuditta Pasta i ell com a concertista. El seu matrimoni, però, no va ser afortunat. La parella es va separar el 1833 i es va divorciar el 1834. Després de la separació, Eugenia va tornar a Itàlia, on aviat va ser molt demandada pels teatres d'òpera més importants, cantant en papers principals, entre altres coses, a La Scala, a La Fenice de Venècia, al Teatro Regio de Torí i al Teatro San Carlo.

### Les heroïnes de Donizetti, Verdi, Bellini i Mercadante

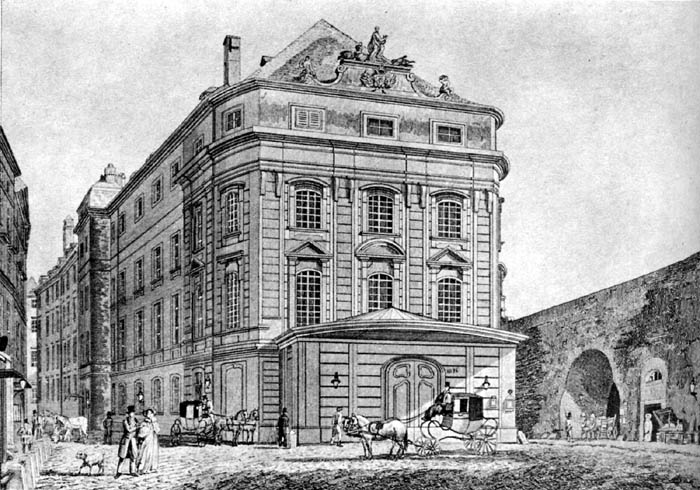
Theater am Kärntnertor de Viena (cap al 1830)

Gaetano Donizettiva dir d'Eugenia Tadolini: "és cantant, és actriu, ho és tot". L'associació entre Donizetti i Tadolini va començar el 1831 quan la cantant va interpretar el paper de Giovanna Seymour en l'estrena de la segona versió d'Anna Bolena al King's Theatre de Londres. Més tard, aquest mateix any, Tadolini va cantar el mateix paper en la primera actuació parisenca al Théâtre-Italien. El 1842 va ser la protagonista d'Anna Bolena al Theater am Kärntnertor de Viena. El mateix any va cantar el paper principal a l'estrena de Linda di Chamounix, que va ser escrita expressament per a ella. El 1843 va crear el paper principal de Maria di Rohan, també escrit per a ella. Més tard, va cantar a les primeres representacions italianes de Poliuto (com a Paolina) i La Favorita (com a Leonora). Altres papers destacats de Donizetti en què va cantar en algunes primeres representacions van ser Eleonora a Il furioso all'isola di San Domingo (a la primera actuació a La Scala), el paper protagonista de Fausta, Pia a Pia de' Tolomei, Eleonora a L'esule di Roma, Antonina al Belisario, Elena a Marino Faliero, la protagonista de Maria Padilla, Gemma a Gemma di Vergy, Norina a Don Pasquale i Adina a L'elisir d'amore. Una de les primeres representacions d'Adina va ser a Viena el 1835. Quan va cantar aquest paper per a la represa de l'Elisir d'amore a Nàpols el 1842, Donizetti va compondre per a ella una cabaletta final completament nova, Obblia le tue pene.
Tadolini va ser una de les primeres admiradores de Verdi, va crear el paper del protagonista d'Alzira el 1845 i va cantar en algunes de les primeres representacions de quatre de les òperes d'aquest compositor: Giselda a I Lombardi alla prima crociata, Elvira a Ernani, Odabella a Attila i Lady Macbeth a Macbeth. Ella fou a canvi admirada per la dona de Verdi, Giuseppina Strepponi, que la descrivia com "un dels nostres grans talents". El 1844 va cantar a la primera representació vienesa d'Ernani, després de la qual el compositor va saber (amb gran decepció) que Eugenia havia substituït la cavatina de l'acte primer Ernani! Ernani, involami amb la cavatina de Giselda Non fu sogno de I Lombardi alla prima crociata. Tot i això, l'estrena a Viena va ser un èxit rotund, fins i tot sense la cavatina original, i Verdi va decidir que Eugenia seria la primera Alzira i va retardar els assajos mentre esperava que la cantant es recuperés del naixement del seu fill. El 1848, però, a Verdi li hauria agradat que fos substituïda en el paper de Lady Macbeth per a la primera representació napolitana de Macbeth, motivant l'elecció pel fet que la seva veu i el seu aspecte eren massa bells. En una carta a Salvatore Cammarano Verdi explicava que tenia una gran estima per Tadolini, però que no la trobava adequada per al paper, perquè Lady Macbeth havia de ser lletja i dolenta, amb una veu diabòlica. Malgrat la insistència de Verdi, el teatre es va negar a substituir-la, perquè era una de les estrelles del moment.

L'opinió de Verdi sobre les mancances d'Eugenia per al paper de Lady Macbeth és similar a l'expressada deu anys després per Felice Romani, que la va escoltar a La straniera de Bellini. Tot i que lloava les seves qualitats com a cantant i tot i ser-ne admirador d'ella durant molt de temps, Romani va trobar que la veu i l’aspecte de Tadolini no eren gens adequats per al paper d’Alaide:
"Té massa gràcies per Alaide, massa llum als seus bells ulls, massa encant al somriure per a la misteriosa Straniera. La seva veu voluble, dolça i florida està feta per a l’alegria, per l’amor que es pot consolar, per les afliccions calmades per l'esperança, no pels turments i el cor tempestuós, ni pels enganys d’una ànima angoixada, ni pels crits de la desesperació. […] Si el mèrit de cantar només fos suficient per coronar la Straniera, Tadolini seria coronada".
A més d’Alaide, Tadolini va interpretar a altres heroïnes de Bellini i, en particular, va ser Elvira a I puritani, Imogene a Il pirata, la protagonista de Norma i Amina a La sonnambula. Cantà Amina a Viena, a París i a diversos teatres italians, sent particularment admirada per aquest paper.
Tadolini va treballar també especialment a obres de Saverio Mercadante. Va cantar a l'estrena d'Emma d'Antiochia, Le due illustri rivali i Il bravo i a l'estrena de la versió revisada de Francesca Donato, a més de en algunes de les primeres representacions de Il giuramento i Orazi e Curiazi. Mercadante també havia escrit expressament per a ella el paper de Lea a La schiava saracena. L'esclat de la revolució del 1848 a Milà, però, va cancel·lar l'estrena i va provocar el tancament temporal de la Scala. Una altra soprano, Carlotta Gruitz, va cantar aquest paper en l'estrena que va tenir lloc l'any següent. No obstant això, Tadolini va cantar com a Lea el 1850, per a l'estrena de la versió revisada de l'òpera al Teatro San Carlo de Nàpols.

### Nàpols i Londres

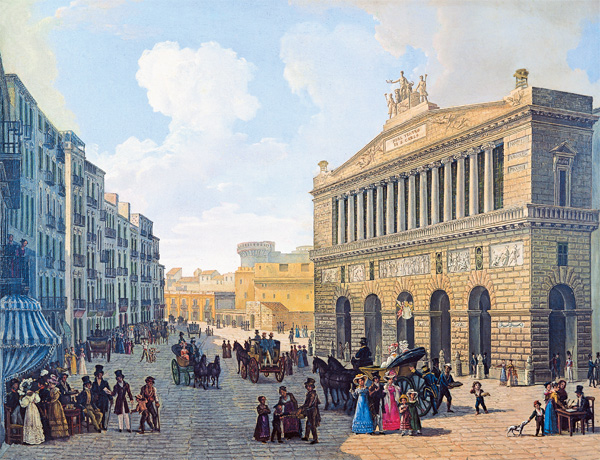
El Teatro San Carlo de Nàpols (cap al 1830)

Des del 1842, Eugenia Tadolini va actuar principalment al teatre San Carlo de Nàpols, tot i que va continuar apareixent en altres teatres italians i a l'estranger. Va cantar al teatre San Carlo a les estrenes d'almenys dotze òperes, gairebé totes oblidades, excepte Alzira de Verdi i Poliuto de Donizetti. En aquella època també va tenir una aventura amb un noble napolità, amb qui va tenir dos fills, ambdós morts a una edat primerenca.

La primavera de 1848, va anar a Londres per allò que la premsa contemporània sovint anomenava "debut", tot i haver-hi cantat el 1831 el paper secundari de Giovanna Seymour per a la primera representació d'Anna Bolena a Londres. Aquesta vegada, però, tornava com a estrella aclamada i cantaria com a protagonista de Linda de Chamounix amb Sims Reeves al Her Majesty's Theatre. La setmana anterior a Linda de Chamounix, The Musical World va publicar un extracte d’una carta (datada el 26 de març de 1848) del corresponsal polític italià del Times, que exaltava les virtuts de Tadolini:
"Estic segur que la senyora Tadolini, que cantarà per primera vegada a Londres, es convertirà en una estimada del públic, ja que té totes les qualitats necessàries per captivar els oients locals. És una mica grassoneta, però és molt bonica a l'escenari, amb uns ulls perillosos, l'espatlla més blanca del món i una sensació de plaer en la seva interpretació que els seus oients no podran resistir. La veu de Tadolini és la pura d’una soprano-mezzosoprano amb les qualitats més riques, amb una entonació que s'acosta, si cal, a la de l’alt. És clar com el so d’una campana, rodó, ple i sonor, perfectament flexible i capaç de totes aquelles modulacions que ha d’expressar una gran artista com ella, però que són tan doloroses i difícils per a veus més subtils i per a aquells amb una tècnica inferior".
Tot i que Tadolini va rebre una càlida recepció a Linda di Chamounix, l’èxit no va ser tan gran com va predir la premsa. L'actuació de Sims Reeves, en canvi, es va descriure com a "triomfant". Tadolini tenia prop de quaranta anys en aquella època, i és possible que la seva veu ja no fos la de la seva plenitud. Ashbrook suggereix que la relativa manca d’èxit amb el públic britànic es pot explicar en part per l’obsessió que aquest públic tenia per la cantant Jenny Lind. A Londres, Tadolini també va cantar com a Norina a Don Pasquale (novament rebut amb escalfor però sense entusiasme) i va participar en nombrosos concerts abans de tornar a Nàpols. El mateix any va cantar a la primera representació d’Attila di Verdi al San Carlo de Nàpols i a l'estrena pòstuma de Poliuto de Donizetti.

### Els darrers anys
Entre 1849 i 1851, Tadolini va cantar en tres estrenes al Teatre San Carlo: Elfrida a Elfrida di Salerno de Giuseppe Puzone (1849), Caterina a Caterina Howard de Giuseppe Lillo (1849) i Elfrida a Folco d'Arles de Nicola De Giosa (1851). En el mateix període, també va cantar en les primeres representacions per a aquell teatre de Macbeth de Verdi, La favorita de Donizetti i La schiava saracena de Mercadante. Va deixar la seva ciutat adoptiva el 1852 per cantar Giselda a I Lombardi a alla prima crociata de Verdi al Teatre Metastasio de Prato. Després d'això, es va retirar dels escenaris i es va establir a Nàpols amb l'únic fill que li quedava. Aquest fill, però, moriria tres anys després, en l'epidèmia de còlera que va assolar la ciutat entre 1855 i 1856. El 1860, Garibaldi i les seves tropes van envair la ciutat. El rei Francesco II i la seva cort es van refugiar a Gaeta. Tadolini i el seu amant, un jove príncep napolità, van fugir a París, on la cantant va passar els darrers dotze anys de la seva vida. Quan es va establir a París, va escriure al seu germà:
"Visca Garibaldi per portar-me aquí!... Després de les meves terribles desgràcies, és la primera vegada que em sento viva. Quina vida!"
Inicialment, es va instal·lar en un apartament dels Camps Elisis, però, preocupada perquè els diners no fossin suficients, es va traslladar més tard a un barri més barat de la Rue du Faubourg Saint-Honoré.
El juliol de 1872 va contraure una febre tifoide i inicialment es va negar a ser examinada perquè això li recordava la mort del seu propi fill. Eugenia Tadolini va morir d'aquesta malaltia l'11 de juliol de 1872 a l'edat de seixanta-tres anys i va ser enterrada al cementiri de Père-Lachaise.

## Rols creats
Eugenia Tadolini va cantar en les següents estrenes:

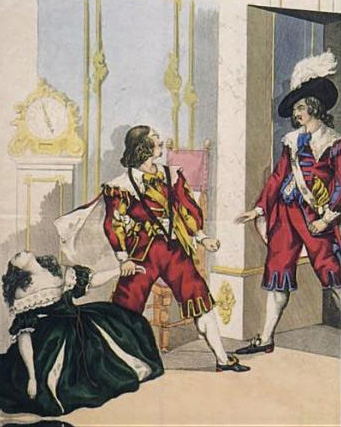
Eugenia Tadolini, Carlo Guasco i Giorgio Ronconi a l'escena final de Maria di Rohan de Donizetti a l'estrena de Viena

- Adelia, Emma d'Antiochia (Saverio Mercadante). 9 de març de 1834, Teatro La Fenice, Venècia.
- Elvira, Le due illustri rivali (Saverio Mercadante). 10 de març de 1838, La Fenice, Venècia.
- Violetta, Il bravo (Saverio Mercadante). 9 de març de 1839, Teatro alla Scala, Milà.
- Linda, Linda di Chamounix (Gaetano Donizetti). 19 de maig de 1842, Kärntnertortheater, Viena.
- Elodia, Elodia di Herstall, (Alessandro Curmi). 26 de setembre de 1842, Teatro San Carlo, Nàpols.
- Lara, Lara (Giuseppe Lillo), 22 de novembre de 1842, Teatro San Carlo, Nàpols.
- Rosa, La fidanzata corsa (Giovanni Pacini). 10 de desembre de 1842, Teatro San Carlo, Nàpols.
- Maria, Maria di Rohan (Gaetano Donizetti). 5 de juny de 1843, Kärntnertortheater, Viena.
- Alzira, Alzira (Giuseppe Verdi). 12 agosto 1845, Teatro San Carlo, Nàpols.
- Elvira, Mortedo, (Vincenzo Capecelatro). 8 de setembre de 1845, Teatro San Carlo, Nàpols.
- Stella, Stella di Napoli (Giovanni Pacini). 11 de desembre de 1845, Teatro San Carlo, Nàpols.
- La sirena, La sirena di Normandia (Pietro Torregiani). 18 de gener de 1846, Teatro San Carlo, Nàpols.
- Amelia, Emo (Vincenzo Battista), 14 de febrer de 1846, Teatro San Carlo, Nàpols.
- Bianca, Bianca Contarini (Lauro Rossi). 24 de febrer de 1847, La Scala, Milà.
- Velleda, Velleda (Carlo Boniforti). 19 de març de 1847, La Scala, Milà.
- Irene, Gusmano il Buono ossia L'assedio di Tarifa (Marco Aurelio Marliani). 6 de novembre de 1847, Teatro Comunale, Bolonya.
- Giovanna, Giovanna di Fiandra (Carlo Boniforti). 8 de febrer de 1848, La Scala, Milà.
- Paolina, Poliuto (Gaetano Donizetti). 30 de novembre de 1848, Teatro San Carlo, Nàpols.
- Elfrida, Elfrida da Salerno (Giuseppe Puzone). 23 de juny de 1849, Teatro San Carlo, Nàpols.
- Caterina Howard, Caterina Howard (Giuseppe Lillo). 26 de setembre de 1849, Teatro San Carlo, Nàpols.
- Elfrida, Folco d'Arles (Nicola De Giosa). 1851, Teatro San Carlo, Nàpols.